# Geleytsbeek

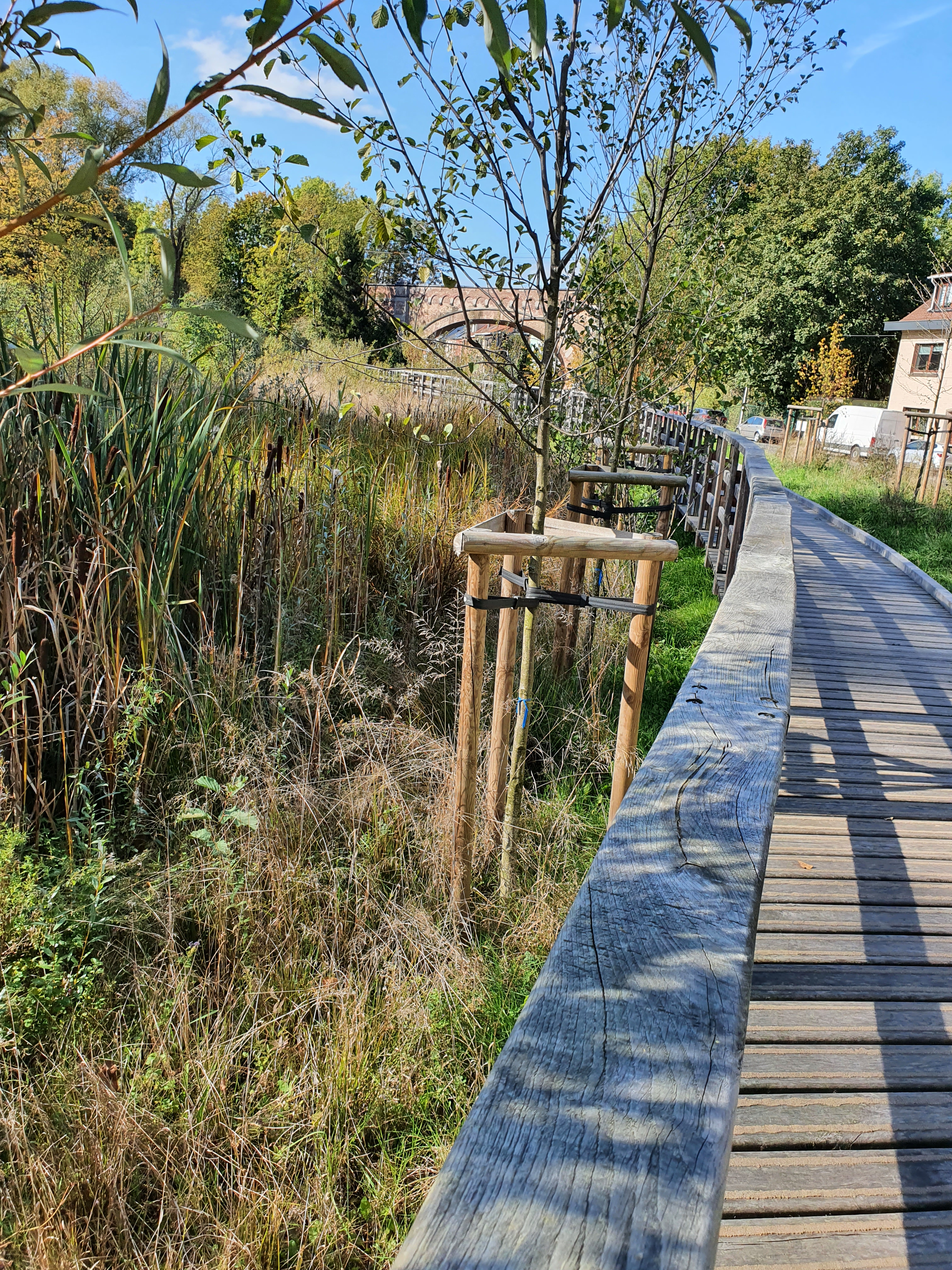
Au pied du Kauwberg, les caillebotis permettent de voir le bassin de phytoépuration sur le Geleytsbeek

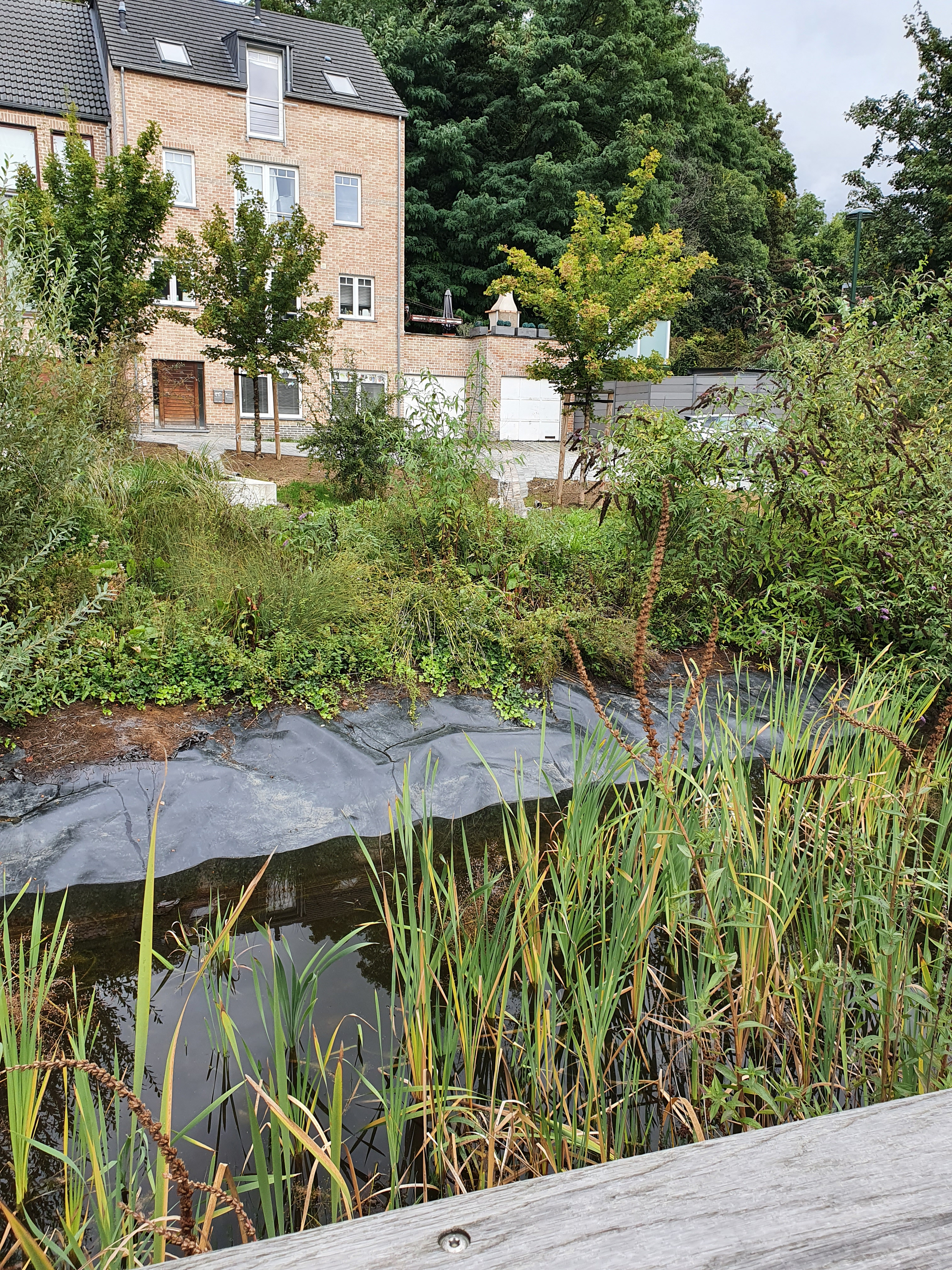
Le_Geleytsbeek au jardin de pluie. Le bassin de rétention

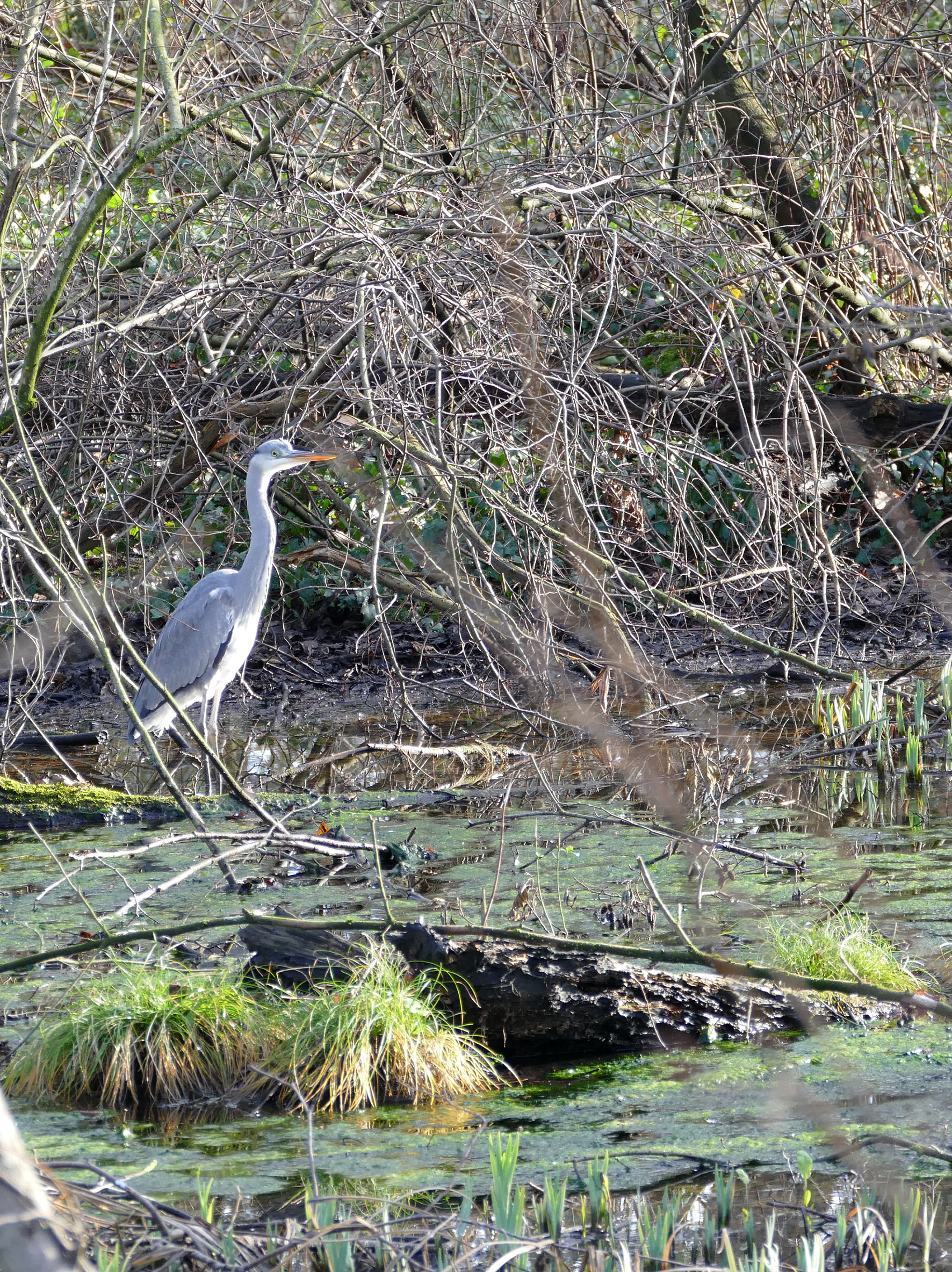
Un héron au confluent du Kinsendaele et du Geleytsbeek

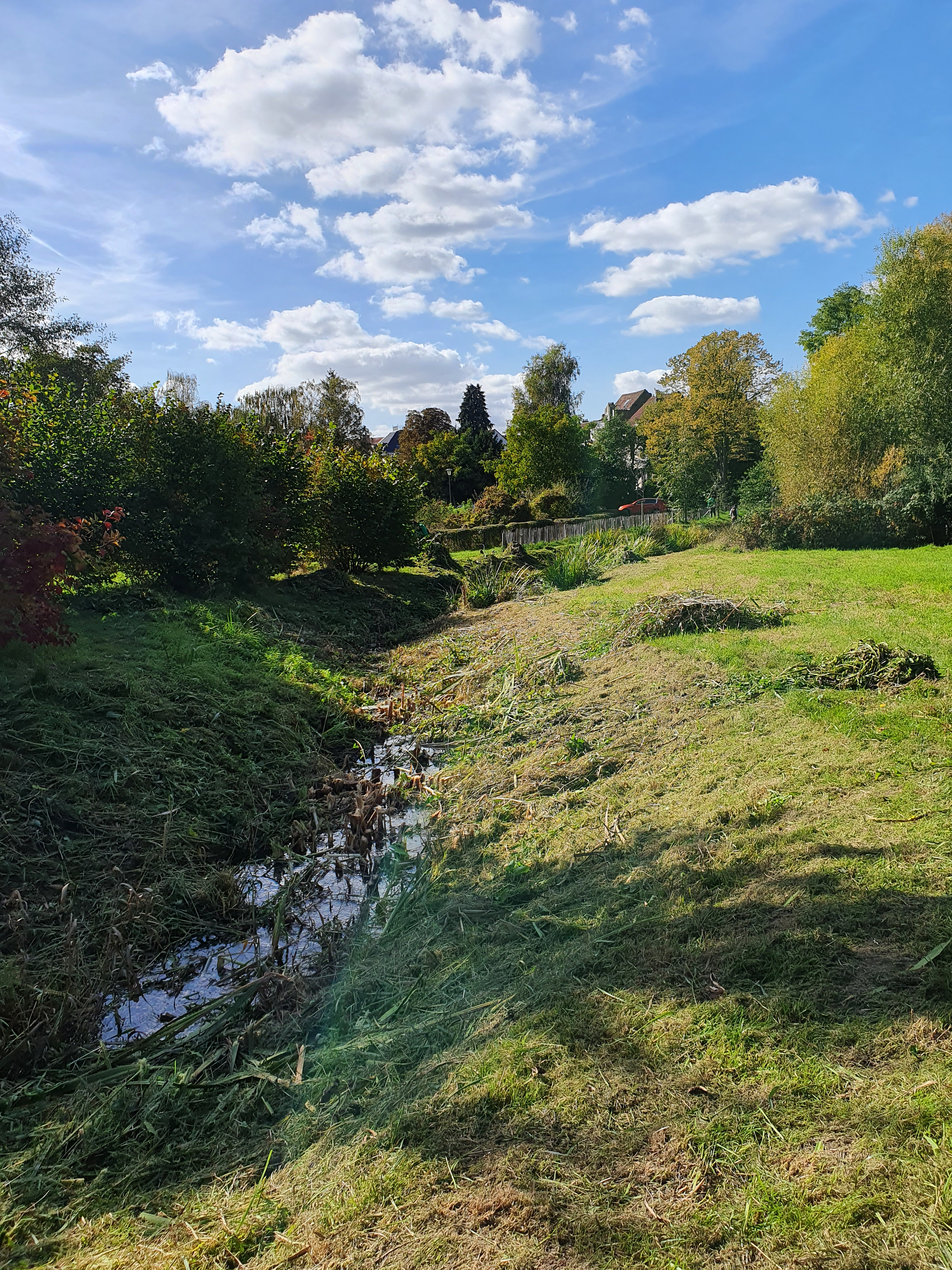
Le Geleytsbeek au Keyenbempt après fauchage

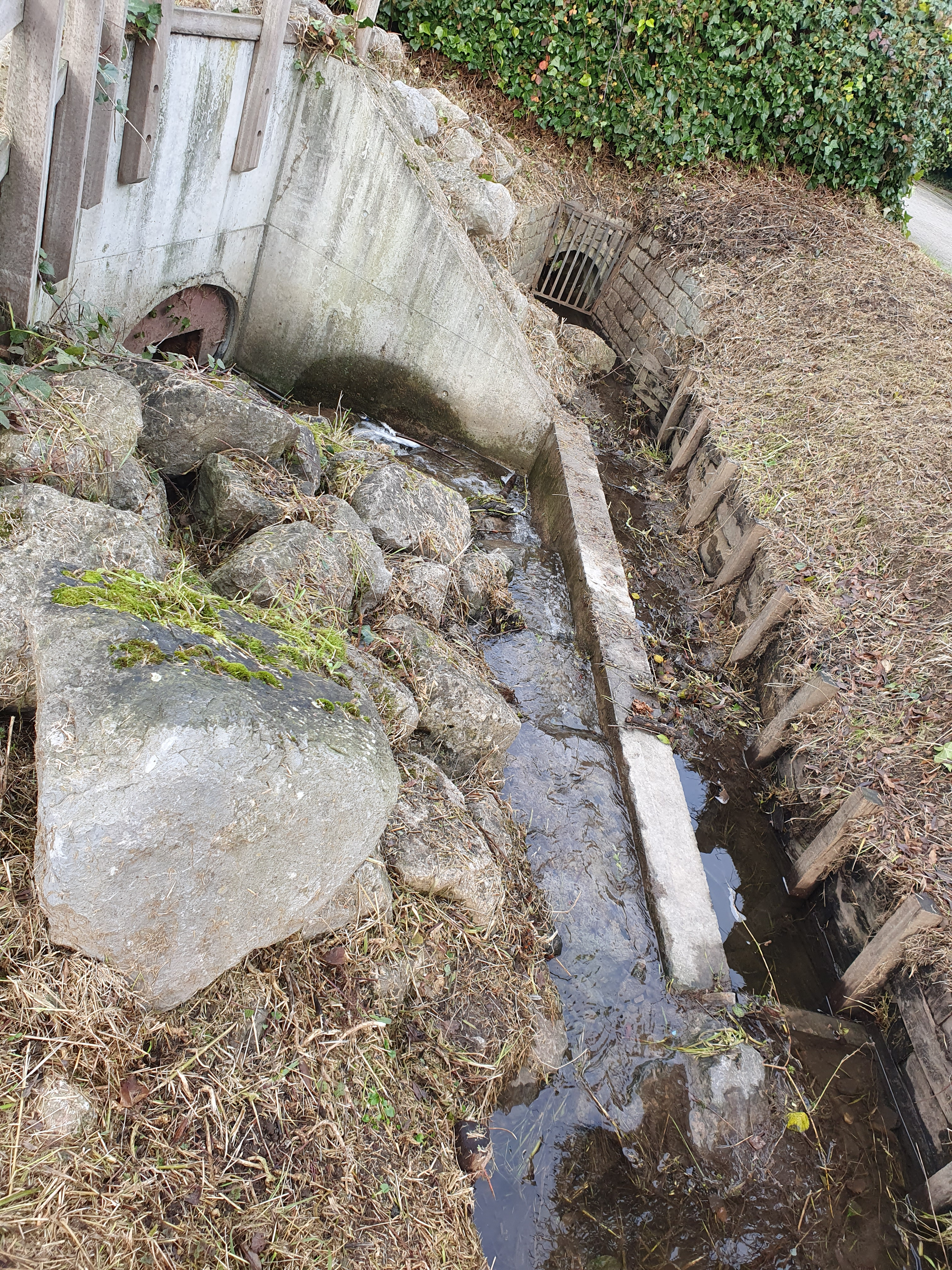
Trop-plein, vers la rue de l'Étoile

Le Geleytsbeek est un ruisseau coulant à Uccle (chaussée de Saint-Job, plaine du Bourdon, Keyenbempt). Il est actuellement un affluent du Zwartebeek
et est ainsi un sous-affluent de la Senne. Depuis 2018, à la suite des travaux menés conjointement par Bruxelles Environnement
et la commune d'Uccle, il est remis à ciel ouvert sur une grande partie de son trajet. Il traverse ou passe à proximité de nombreuses zones classées Natura 2000 et/ou réserves naturelles.

## Toponymie
Le nom de Geleytsbeek vient de glat (clair, frais) et de beek (ruisseau). Il est attesté dès 1110 (glatbeke), ce qui en fait un des plus anciens toponymes de la région. Au fil du temps, le nom s’est transformé en « Geletbeke », enfin « Geleytsbeek », mais le cours d’eau a aussi connu d’autres appellations comme celle de « Molenbeek », ou ruisseau au(x) moulin(s), sur des cartes du XIXe siècle.
Les qualificatifs ‘clair’ et ‘frais’ sont à nouveau de mise, puisque les eaux du Geleytsbeek ont retrouvé leur qualité d'antan, et ce grâce aux travaux effectués depuis le milieu des années 1990.

## Vue d'ensemble du bassin versant
Le plateau brabançon domine la vallée de la Senne à l'Est de Bruxelles.
Le Geleytsbeek, l'Ukkelbeek et le Linkebeek sont orientés Est-Ouest. Ils sont le principal agent du relief de la commune d'Uccle. Le Geleytsbeek prenait sa source au Vivier d'Oie (chaussée de Saint-Job).
Le bassin versant a une surface de 8.13 km2. Les versants sont relativement accidentés, crètes à une hauteur de 100 m, fond de vallée à la cote 60; une largeur de versant d'à peine 400 m comme au Kauwberg explique avec l'imperméabilisation des sols déboisés et urbanisés la fréquence des crues subites et des inondations.
Vers l'Ouest à partir du Bourdon, la vallée s'évase largement et forme une grande plaine alluviale marécageusejusqu'à la Senne.
Les activités humaines ont profondément modifié le relief, comme l'exploitation de la sablière du Kauwberg .
L'établissement de la ligne ferroviaire Bruxelles-Charleroi en 1869-1870 et celle entre Bruxelles - Quartier Léopold  et Halle en 1925-1928 ont nécessité d'importants remblais.

## Cours
Le Geleytsbeek prend sa source dans le parc Fond'Roy. où il reçoit les eaux du Roybeek 
. Cette eau est actuellement (octobre 2022) envoyée à l’égout :p8. La possibilité de rétablir la connexion entre le parc Fond’Roy et le Kauwberg soit via une conduite existante en intérieur de l’ilot « Dolez-Wansijn », soit via le placement d’une conduite séparative avenue Dolez est à l'étude (sélectionner le projet hydrologique Dolez-Wansijn).
Le Geleytsbeek apparaît à ciel ouvert au bas du Kauwberg alimenté par les eaux de source et de ruissellement du Kauwberg. Une esplanade et une zone humide munie d'un parcours en caillebotis ont été créées pour accueillir le public.
Il suit la chaussée de Saint-Job. Au bas de la rue Basse, il reçoit les eaux de la source Spellemans/Coudenborre via un étang. Il continue toujours à ciel ouvert jusqu'au carrefour Saint-Job/Chênaie/Repos. Une conduite séparative d’eaux claires mise en place en 2024 assure la continuité du ruisseau,:sélectionner le projet Conduite Hellevelt.
Un nouveau tronçon à ciel ouvert démarre au pied de l'avenue Hellevelt, pour continuer le long de la chaussée puis à l'arrière du dépôt communal, avant de passer sous la rue Papenkasteel :p6 et traverser la belle propriété du château de Stalle et son étang, puis rejoindre la rue Engeland.
Entre la rue Papenkasteel et la rue Engeland, la chaussée de Saint-Job est flanquée d’une noue ou un « jardin de pluie » qui récolte l’eau des toits et de la voirie. Cette noue alimente la nappe phréatique et son trop-plein est raccordé au Geleytsbeek
:p47.
Un peu plus bas, dans la rue Engeland, le Geleytsbeek reçoit les eaux du Groelstbeek :p5 ,

et de ses affluents, le Kinsenbeek et le Gaasbeek. Ces eaux sont d'excellente qualité; elles proviennent des réserves naturelles du Kinsendael, du Kriekenput, du domaine Hardies ainsi que du vallon du Gaasbeek :p36-38.
Le Geleytsbeek traverse la rue du Château d'Or pour pénétrer dans le parc de la plaine du Bourdon :3. Le nom 'Château d'Or' fait référence au petit château qui se trouvait sur le site. Le moulin qui lui doit son nom et la brasserie attenante furent démolis en 1971 dans l'optique d'y faire passer la partie Sud du Ring R0
,.
Le Geleytsbeek poursuit son parcours à ciel ouvert dans le parc du Keyenbempt. Le moulin du Neckersgat rénové depuis 2011 était un important moulin d'Uccle. Le dénivelé était faible mais le  débit d'eau important car le Geleytsbeek avait à cette époque le Linkebeek comme affluent
:p9. Ce moulin est le dernier des 11 moulins qui ont été recensés en 1686
le long du Geleytsbeek :p2.
Le Geleytsbeek à ciel ouvert se termine par l'étang du Melkriek; il passe sous la rue de l'Étoile et continue dans un pertuis le long du terminus du tram 4 jusqu'à son confluent souterrain avec le Zwartebeek au niveau de la rue de Stalle (carrefour dit des Menhirs). Le projet "parking Stalle" prévoit de mettre le ruisseau à ciel ouvert.

## Géologie
Le sous-sol des parties hautes du Geleytsbeek et de ses affluents dans la réserve Kinsendael Kriekenput est constitué de sable jaune du Bruxellien. De nombreuses carrières de sable et des sablonnières ont été exploitées jusque dans les années 1970.
Le sable fait place à de l'argile de Kortrijk (une des couches de l'Yprésien), 
dans la chaussée de Saint-Job à hauteur de la rue du Repos et ce jusqu'à son confluent avec le Zwartebeek.
Toutes les sources du ruisseau naissent dans le fond du vallon, à hauteur de l'argile de l'Yprésien

## Hydrométrie et hydrologie
Actuellement (octobre 2022), la continuité du ruisseau est assurée depuis le carrefour Chênaie/St Job/Repos.
La qualité des eaux est suivie comme indicateur de la pertinence des travaux entrepris dans le cadre de la restauration du ruisseau.
La pluviométrie du versant Est du vallon est mesurée dans le cimetière d'Uccle (station "Kinsendael" sur la carte).

## Écologie, biodiversité et zones protégées
Une Zone Spéciale de Conservation (la ZSC II) 

concerne le Sud de la Région bruxelloise (2015). Elle comporte 15 stations et couvre 135 ha. 7 de ces stations pour une surface de 86 ha sont situées dans la vallée du Geleytsbeek proprement dite ou dans celle de son affluent le Groelstbeek où elle forme la Réserve du Kinsendael
| Stations | nom                  | surface (ha) |
| -------- | -------------------- | ------------ |
| II-10    | Parc Fond’Roy        | 8,8          |
| II-9     | Kauwberg             | 46,9         |
| II-15    | Domaine Papenkasteel | 2,4          |
| II-11    | Engeland             | 15,3         |
| II-2     | Kinsendael           | 7,6          |
| II-3     | Kriekenput           | 4,8          |
| II-4     | Domaine Herdies      | 1,0          |
| Total    | les 7 stations       | 86.8         |

Ces réserves naturelles et les différents travaux de remise à ciel ouvert de tronçons du ruisseau constituent un support au développement de la biodiversité et à l'amélioration de la qualité biotique.
Ils permettent d'assurer la continuité du ruisseau (le maillage bleu). Ils créent des couloirs écologiques favorables à la faune et la flore (le maillage vert)
Dans les parties non boisées, parfois marécageuses (bas du Kauwberg, bas de la rue de la Chênaie, plaine du Bourdon, au Keyenbempt) apparaissent les plantes habituelles des ruisseaux sauvages: les massettes, le cresson d'eau, l'iris des marais qui est le symbole de la Région bruxelloise, il figure sur le drapeau de celle-ci. Il fleurit en mai.
Notons cependant que les  massettes et le cresson d'eau sont deux espèces envahissantes qui peuvent empêcher une bonne oxygénation du cours d'eau. Un fauchage des massettes et un enlèvement du cresson d'eau sont effectués lors des entretiens bi-annuels effectués par la commune d'Uccle et Bruxelles Environnement.
Le Groelstbeek, le Kinsenbeek, le Gaasbeek (appelé auissi Eikelenbosbeek) créent des zones humides en sous-bois et en prairie. On trouve en zone forêt des plantes comme des aulnes ou en zone prairie la pétasite officinale (appelée également rhubarbe des marais).
Des hêtres, des platanes dont l'un est classé arbre remarquable

, les enrochements artificiels datent de l'ancien parc romantique à l'anglaise du domaine de Kinsendael qui fut notamment propriété de Charles Woeste entre 1890 et 1924

.
Les eaux du Groelstbeek et du Kinsenbeek sont d'excellente qualité. De ce fait, on y trouve une crevette d'eau douce, le gammare et dans les mares à l'aval, on peut apercevoir quelques épinoches.
Ces zones humides et marécageuses sont propices à la présence d'anoures. Des crapauducs relient la réserve naturelle du Kinsendael au domaine du Papenkasteel en permettant aux batraciens de traverser la rue Engeland
.

## Patrimoine: moulins et châteaux
De nombreux moulins ont été alimentés par le Geleytsbeek. On en a compté plus d’une dizaine sur la partie uccloise de son cours.
La plupart ont cessé de fonctionner dans le courant du XIXe siècle. Tous ont disparu sauf un, le moulin du Neckersgat (rue Keyenbempt 66), reconstruit au XVIIe siècle (1667). Il est aujourd’hui classé et rénové, mais a perdu depuis des années sa roue et sa machinerie.
Plusieurs châteaux ont été construits au bord du ruisseau, mais, comme dans le cas des moulins, un seul a survécu : le Château de Stalle (dit aussi « château du Papenkasteel »), au 99 de la rue du même nom, bâti à la fin du XVIIe siècle (1688) et exerçant toujours sa fonction de résidence.
La toponymie a gardé la mémoire de plusieurs de ces monuments disparus. On peut citer les châteaux seigneuriaux de Carloo (place de Saint-Job), le moulin de Kinsendael (voisin du domaine - future réserve - du même nom) le Château d’Or(qui a désigné un château, un moulin et une brasserie) ou encore le Merlo (moulin et brasserie).
Le ruisseau n’est plus visible sur le territoire de Forest. Encore au XIXe siècle après avoir reçu les eaux du Linkebeek et de l'Ukkelbeek, il alimentait au moins trois moulins et, surtout, baignait l’important site de l’abbaye bénédictine de Forest (XIe – XVIIIe siècle).

## Inondations et défenses contre les inondations
Par le passé et même le passé récent (été 2021), vu l'urbanisation et les fortes pentes des vallées, des habitants de la chaussée de Saint-Job ont été victimes d' inondations.
Les collecteurs d’eau usée des vallées Stalle et Saint-Job sont suivis en continu dans la station « Saint-Job (Geleitsbeek d'Uccle)"  située rue de Stalle (carrefour dit des Menhirs) . Les eaux usées  vont vers la station d’épuration SUD.
L'application FLOWBRU permet de questionner les mesures aussi bien sur un moment donné que sur une période.
Lors des courtes, mais intenses précipitations du samedi 21 août 2021 qui ont provoqué l'inondation d'une partie de la chaussée de Saint-Job, un débit de 13.3 m3/sec a été mesuré de  21h à 22h, soit 100 fois le débit  moyen. Les eaux de ruissellement se mélangent aux eaux usées.
La mise en œuvre du maillage bleu régional a plusieurs buts, dont les principaux sont la mise en valeur paysagère, la création de biotopes favorables à la biodiversité, le déversement des eaux claires dans la Senne plutôt que vers les égouts, mais aussi la diminution du risque d'inondation. La mise à ciel ouvert des ruisseaux voûtés et cachés implique la séparation des eaux d'égout des eaux claires, ce qui n'est autre qu'un réseau séparatif ! Le ruisseau ainsi traité coule dans un nouveau lit qui constitue une nouvelle et importante capacité de stockage d'eau en cas de pluie.
Les travaux actuels, achevés ou en cours ou en projet sont repris dans la carte interactive du maillage bleu de la commune:
Pour stocker temporairement de l'eau, d'autres moyens existent le long du Geleytsbeek, comme une surface naturelle avec peu ou pas d'eau en période "normale", et dans lequel il est possible de stocker temporairement de l'eau lors d'averses. Dans la zone humide au fond du parc Fond'Roy se trouve la source du Geleytsbeek. Celui-ci rejoint les égouts sous la Vieille rue du Moulin via une chambre de visite équipée d'un moine (trop-plein à 2,3 compartiments) permettant de retenir provisoirement de l'eau. Cette zone peut donc servir de zone de stockage tampon et/ou d'infiltration.
Une deuxième zone de ce type a été réalisée dans le bas du Kauwberg, le long de la chaussée de St Job. Elle recueille les eaux de ruissellement du Kauwberg et 50% des eaux de voirie longeant la zone, et joue un rôle de phytoépuration. À l'avenir, cette zone recevra le Geleytsbeek avec toutes les eaux claires de la Vieille rue du Moulin et l'avenue Dolez.
Des noues font aussi partie du dispositif comme ceux du carrefour Chênaie/St Job/Repos 
 et l'aménagement du marais du Broeck
. Au bas de la rue de la Chênaie, un nouveau bassin d'orage recueille les eaux de la rue. Un jardin de pluie favorise l'infiltration de l'eau avant le carrefour de la chaussée de St Job et la rue Engeland où un petit bassin a été creusé
.
Parallèlement à la vallée du Geleytsbeek, en amont, se trouve la vallée de Saint Job avec sous la place Saint Job un double bassin d'orage permettant lors d'averses, de stocker provisoirement les eaux d'égout et de pluie mélangées de son propre bassin versant. Les deux vallées se rejoignent lorsque le Geleytsbeek arrive au pied du Kauwberg.
Au carrefour des rues Wansijn, Dolez, Vieille rue du Moulin et rue Baron Roger Vander Noot, un déversoir d'orage a été construit et recueille les eaux de pluie de tout le bassin versant au sud de ce carrefour pour les conduire vers le bassin d'orage "Moulin" situé chaussée de Saint Job, sous le parking communal, en face du numéro 532.
Tous les éléments décrits ci-avant forment ensemble un dispositif efficace pour diminuer le risque d'inondation. La commune d'Uccle compte continuer ces travaux avec comme but final mettre à ciel ouvert le Geleytsbeek sur tout son parcours.